# 글로벌 크로싱
글로벌 크로싱(Global Crossing)은 전기 통신 회사로, 컴퓨터 망 서비스를 제공하고 티어 1 통신사를 운영했다. 이 회사는 대규모 백본망을 유지하며 피어링, 가상사설망, 전용선, 오디오 및 화상 회의, 장거리 전화, 매니지드 서비스, 다이얼업, 코로케이션 센터, VoIP를 제공했다. 고객층은 개인부터 대기업 및 기타 통신사에 이르렀으며, 매니지드 서비스 및 전용선과 VoIP와 같은 고마진 계층 서비스에 중점을 두었다. 핵심 네트워크는 70개국 이상 700개 이상의 도시에 서비스를 제공했다.
글로벌 크로싱은 사설 및 공용 네트워크 모두에서 IPv6를 기본적으로 배포한 최초의 글로벌 통신 제공업체였다. 법적으로 버뮤다에 본사를 두었으며, 행정 본부는 뉴저지주에 있었다.
닷컴 버블이 한창이던 1999년, 이 회사는 470억 달러의 가치를 지녔지만, 한 번도 흑자를 기록한 적이 없었다. 2002년, 이 회사는 역사상 가장 큰 파산 중 하나를 신청했고 경영진은 회계 스캔들을 은폐했다는 비난을 받았다. 2011년 10월 3일, 글로벌 크로싱은 11억 달러의 부채 인수를 포함하여 30억 달러에 레벨 3 커뮤니케이션스에 인수되었다.

## 역사

### 설립 및 초기 성장
1997년 3월, 글로벌 크로싱은 드렉셀 번햄 램버트의 채권 데스크 전 매니저인 게리 위닉과 그와 함께 캐나다 임페리얼 상업은행(CIBC)에서 일하게 된 동료들인 애벗 L. 브라운, 데이비드 L. 리, 그리고 배리 포터에 의해 설립되었다. 1997년에 이 회사는 위닉과 CIBC 아르고시 머천트 펀드(이후 트리마란 캐피탈 파트너스)의 투자를 포함하여 3500만 달러를 모금했다. 위닉은 1997년부터 2002년까지 이 회사의 회장이었다. 1998년에 그는 애틀랜틱 리치필드 컴퍼니의 전 최고 경영자인 로드윅 쿡을 공동 회장으로 고용했다. 존 스캔런이 같은 해 회사의 첫 CEO가 되었지만, 1999년 3월에 "처음부터 끝까지 회사를 만들겠다"며 미국전화전신회사의 비즈니스 서비스 그룹 사장직을 사임한 로버트 애넌지아타로 교체되었다.
1999년 5월, 글로벌 크로싱은 US 웨스트 인수를 제안했지만, 퀘스트에게 인수 입찰에서 패했다. 1999년 7월, 이 회사는 케이블 앤드 와이어리스의 해저 케이블 유지 보수 부문인 글로벌 마린 시스템스를 8억 8500만 달러에 인수했다. 같은 해 9월, 이 회사는 프론티어 커뮤니케이션스, 즉 이전의 로체스터 텔레폰 코퍼레이션을 99억 달러에 인수하고 글로벌 크로싱 북미로 이름을 변경했다. 같은 달, 글로벌 크로싱은 SB 잠수 시스템즈의 49%를 인수했고, 소프트뱅크 그룹과 마이크로소프트와 함께 13억 달러 규모의 합작 회사인 아시아 글로벌 크로싱을 설립하여 일본, 중국, 싱가포르, 홍콩, 타이완, 대한민국, 말레이시아, 필리핀을 연결하는 아시아 광섬유 네트워크를 구축했다. 1999년 11월, 글로벌 크로싱은 레이컬 텔레콤을 16억 5천만 달러에 인수했다.
2000년 1월, 이 회사는 허치슨 왐포아와 12억 달러 규모의 홍콩 광섬유 네트워크 합작 투자를 50/50으로 설립했다. 2000년 3월, 애넌지아타는 사임했고, 13개월 동안의 재임 기간 동안 1억 6천만 달러를 받았다. 몇 달 전 웹 호스팅 사업부인 글로벌센터의 책임자로 합류했던 레오 힌더리가 그 후 CEO가 되었다. 2000년 9월, 이 회사는 글로벌센터를 엑소더스 커뮤니케이션스에 65억 달러 상당의 주식으로 매각하는 계약을 발표했다. 2001년 1월 거래가 성사될 무렵에는 주식 가치가 19억 5천만 달러에 불과했다. 힌더리는 CEO직에서 사임했고, 그 자리는 글로벌 통신 투자 은행 그룹의 공동 책임자였던 메릴린치 출신의 변호사 토머스 케이시가 대신했다. 2000년 한 해 동안 이 회사는 14억 달러의 손실을 입었다.
2001년, 이 회사는 지역 전화 사업과 Frontier라는 이름을 2001년에 프론티어 커뮤니케이션스에 현금 36억 5천만 달러에 매각했다. 2001년 여름, 이 회사는 엔론과의 거래를 논의하기 시작했는데, 이 거래에서 회사는 엔론에게 광섬유 네트워크에 대해 6억 5천만 달러를 지불하는 대신, 엔론은 이 네트워크를 사용하는 대가로 회사에 6억 5천만 달러를 지불하여 아무런 비용 없이 양사의 수익을 높이는 것이었다. 이 거래는 성사되지 않았다. 2001년 10월, 케이시는 글로벌 크로싱 자회사 아시아 글로벌 크로싱의 CEO였던 존 레제르로 교체되었다.

### 파산 및 재등장
2001년 4분기에 이 회사는 7억 9300만 달러의 매출에 34억 달러의 손실을 입었다. 2002년 1월, 이 회사는 파산을 신청했다. 총 자산 224억 달러, 부채 124억 달러를 기록했으며, 연간 6억 달러의 이자를 지불하고 있었다. 파산의 일환으로 허치슨 왐포아와 ST 텔레미디어는 회사에 7억 5천만 달러를 투자하기로 합의했다. 허치슨 왐포아는 규제 저항으로 인해 나중에 거래에서 철수했다.
CIBC는 회사에 대한 비교적 소규모의 지분 투자에서 약 20억 달러의 추정 이익을 실현하여 1990년대 금융 기관의 가장 수익성 높은 투자 중 하나가 되었다. 위닉은 2천만 달러 투자에서 7억 3천 5백만 달러를 건졌지만, 그의 이자는 한때 장부상 60억 달러에 달했다.
2002년 4월, 허치슨 왐포아는 홍콩 합작 투자에서 회사의 50% 지분을 1억 2천만 달러에 매입했다.
2002년 11월, 글로벌 크로싱의 아시아 자회사인 아시아 글로벌 크로싱은 파산을 신청하고 자산을 차이나 넷컴의 자회사인 아시아 넷컴에 매각했다.
1998년부터 2001년 사이에 위닉은 약 4억 2천만 달러의 회사 주식을 매각했고, 다른 경영진은 추가로 9억 달러의 회사 주식을 매각했다.
2003년 12월 9일, 이 회사는 파산에서 벗어났고 2004년 4월 1일, 이 회사는 다시 공개 회사가 되었다.
2004년 3월, 게리 위닉과 다른 전 경영진은 회계 부정을 이용하여 회사의 매출을 부풀려 증권 사기를 저질렀다고 비난하는 투자자와 전 직원들이 제기한 소송을 합의했다.
2006년 10월, 이 회사는 영국 기반의 파이버넷을 4980만 파운드에 인수한다고 발표했다.
2007년 5월, 이 회사는 아르헨티나의 선도적인 통신 회사인 임프샛을 인수했다. 글로벌 크로싱과 임프샛은 2000년부터 상업적 관계를 맺어왔는데, 당시 글로벌 크로싱은 임프샛을 글로벌 크로싱의 라틴 아메리카 네트워크인 사우스 아메리칸 크로싱의 PoP (Point of Presence) 시설 제공 업체 중 하나로 선정했다. 임프샛은 2000년부터 라틴 아메리카에서 글로벌 크로싱의 고객이기도 했다.
2011년 10월, 레벨 3 커뮤니케이션스는 11억 달러의 부채 인수를 포함하여 30억 달러에 이 회사를 인수했다.

## 논란

### 정치 활동
이 회사는 2000년 공화당 전당대회와 2000년 민주당 전당대회에 각각 25만 달러를 기부했으며, 양당의 정치인들에게도 주요 기부를 했다. 또한 이 회사는 정치인들을 회사에 투자하도록 유도했다. 이 회사는 로비스트이자 전 미국 법무부 차관보인 앤 빙아먼을 고용했는데, 그녀는 민주당 뉴멕시코 상원의원 제프 빙아먼의 아내로, 1999년 1월부터 6월까지 250만 달러를 지불하며 미국에서 일본으로 케이블을 깔려는 AT&T, MCI, 스프린트 컨소시엄의 라이선스를 막으려고 시도했다.

### 경영진 보너스
파산으로 인한 대규모 해고, 미지급 임금, 취소된 연금에도 불구하고 경영진은 막대한 보너스와 대출 감면 혜택을 받았다.

## 러시아 잠수함 구조
2000년 8월, 이 회사는 쿠르스크함 침몰 사건 당시 러시아 잠수함 구조 시도에 관여했다. 글로벌 크로싱의 해저 케이블 부서는 영국 국방부와 계약을 맺고 LR5 구조 잠수정을 운영했다. 계약의 일환으로 글로벌 크로싱은 비상 상황에 대비하여 이를 대기시켜야 했다.